# Malooleksandrivka, Skadovsk
Malooleksandrivka (în ucraineană Малоолександрівка) este un sat în comuna Ptahivka din raionul Skadovsk, regiunea Herson, Ucraina.

## Demografie
Componența lingvistică a localității Malooleksandrivka
     Ucraineană (89,57%)
     Rusă (3,07%)
Conform recensământului din 2001, majoritatea populației localității Malooleksandrivka era vorbitoare de ucraineană (89,57%), existând în minoritate și vorbitori de rusă (3,07%).